# 源空寺 (台東区)
源空寺（げんくうじ）は東京都台東区東上野にある浄土宗の仏教寺院。
五台山文殊院と号する。本尊は円光大師（法然）像。寺号は法然の諱である源空に由来する。墓地にある高橋至時と伊能忠敬の墓はそれぞれ国の史跡に指定されている。

## 歴史
浄土宗の僧・道阿（円誉道阿霊門）は天正18年（1590年）湯島（現・東京都文京区）に草庵を結び、これに帰依した徳川家康が慶長9年（1604年）に寺領、堂宇と源空寺の号を与えたのが創建とされる。
明暦3年（1657年）明暦の大火で焼失し、現在地へ移転し堂宇が再建された。その後も大火、震災、戦災で幾度も焼失し再興されている。

## 境内
- 銅鐘 - 台東区有形文化財、寛永13年（1636年）銘、徳川家光公寄進

墓所
- 伊能忠敬墓 - 国の史跡
- 高橋至時墓 - 国の史跡
- 谷文晁墓 - 東京都指定旧跡
- 幡随院長兵衛墓 - 東京都指定旧跡
- 高橋景保墓

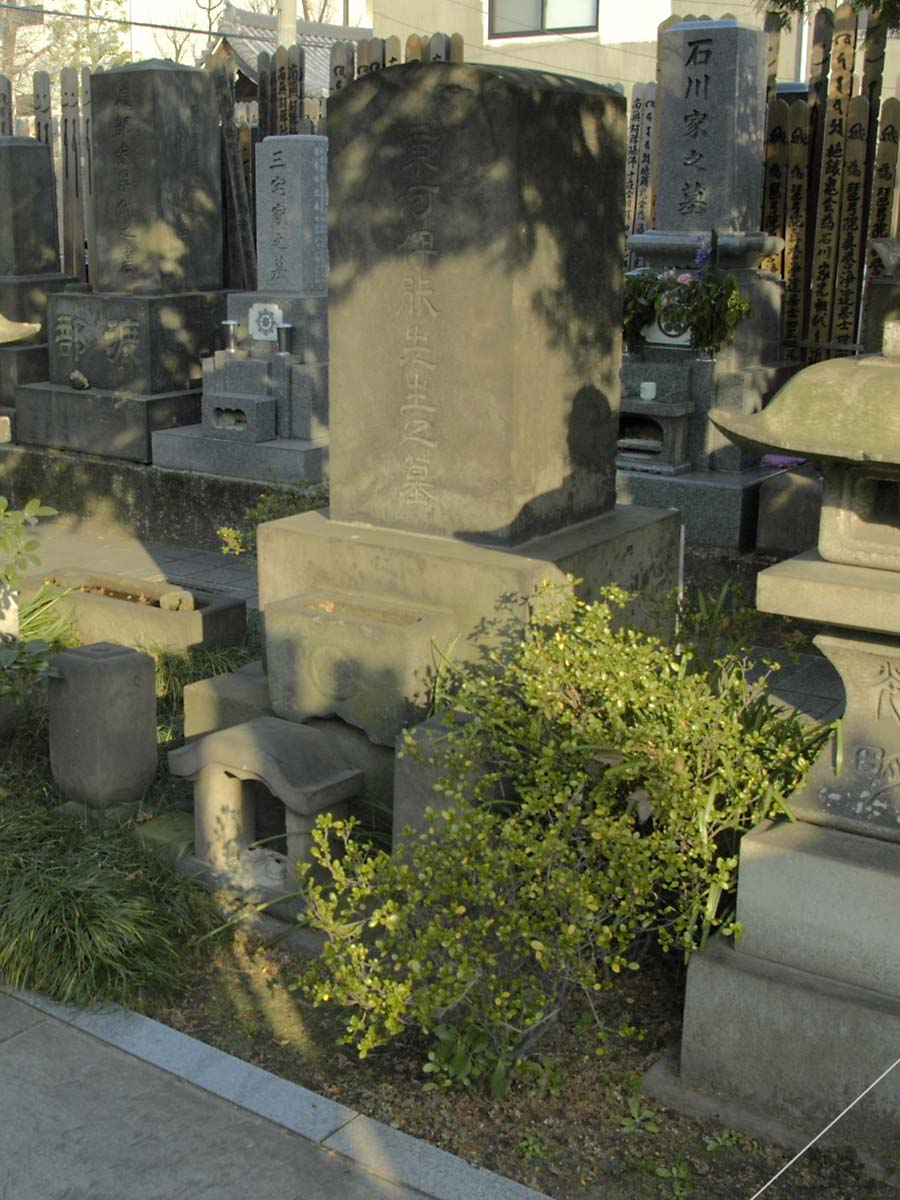
伊能忠敬墓
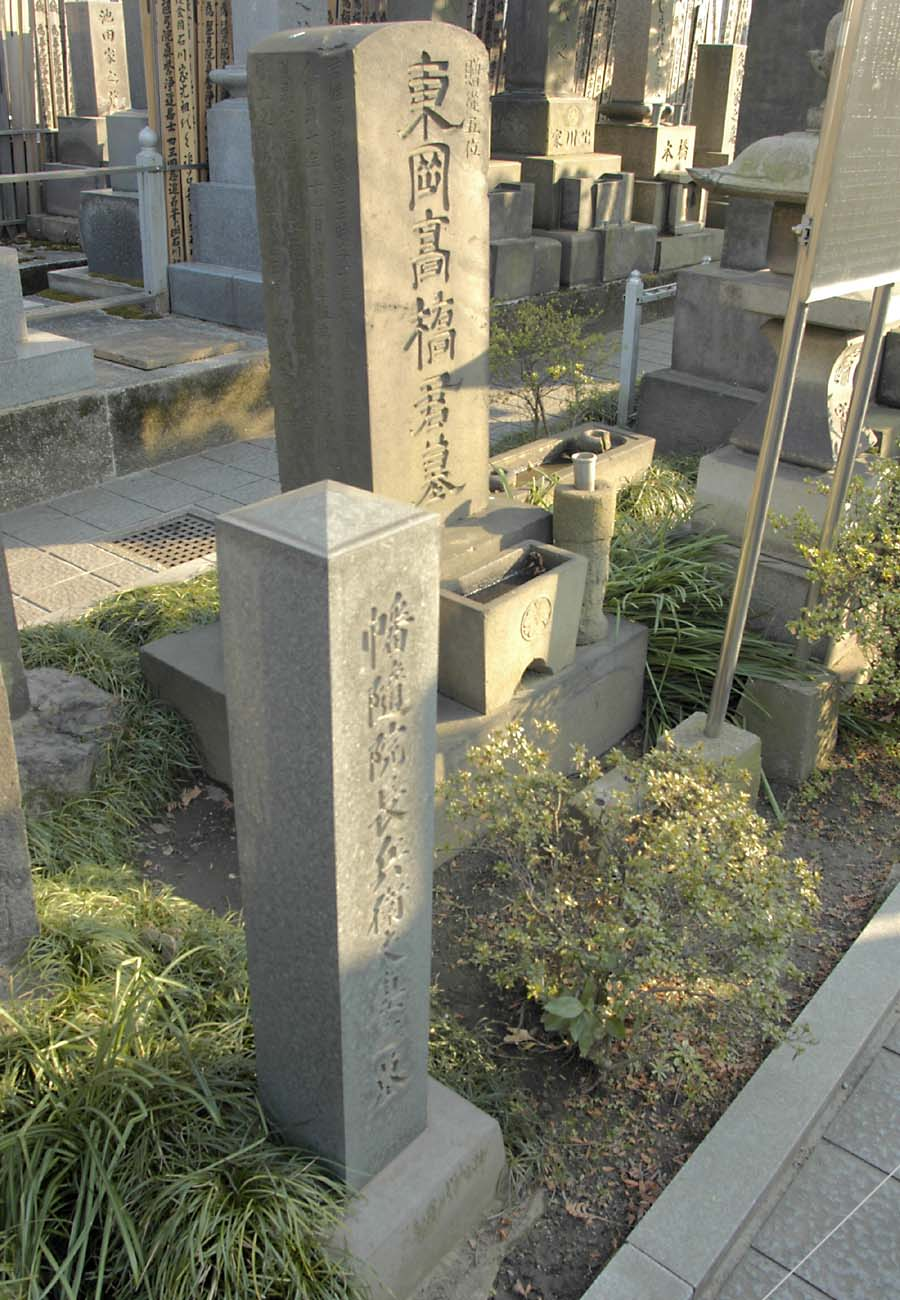
高橋至時墓
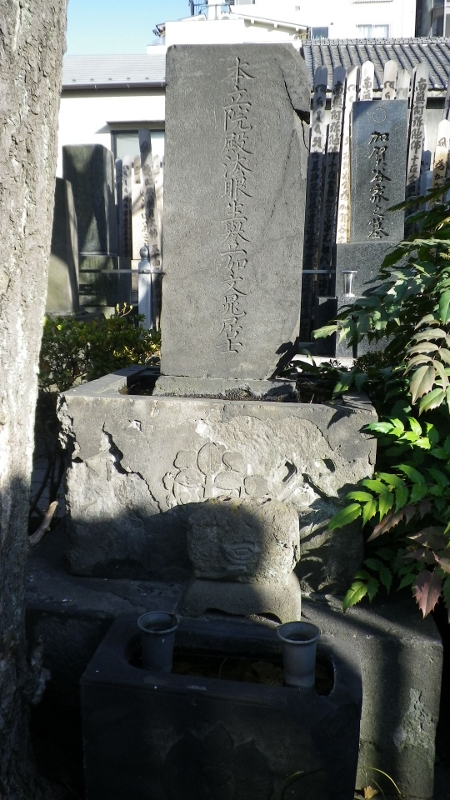
谷文晁墓
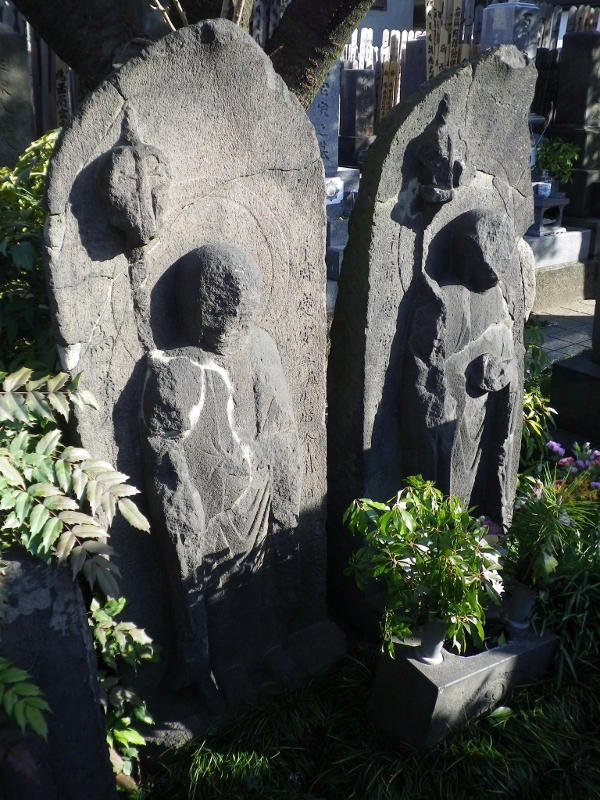
幡随院長兵衛墓（向かって左）・妻きん墓

## 所在地・交通
東京都台東区東上野6-19-2
- 東京メトロ銀座線稲荷町駅下車徒歩約8分（経路案内）
- JR東日本上野駅下車徒歩約13分（経路案内）